# احمد عزام
احمد عزام (عربی: أحمد عزام؛ زادهٔ ۲۷ ژوئن ۱۹۷۷) بازیکن فوتبال اهل سوریه بود.
از باشگاه‌هایی که در آن بازی کرده‌است می‌توان به باشگاه ورزشی الوحده (سوریه) و باشگاه ورزشی الجیش (سوریه) اشاره کرد.
وی همچنین در تیم ملی فوتبال سوریه بازی کرده‌است.